# 462-га піхотна дивізія (Третій Рейх)
462-га піхотна дивізія (Третій Рейх) (нім. 462. Infanterie-Division) — піхотна дивізія Вермахту, що входила до складу німецьких сухопутних військ у роки Другої світової війни.

## Історія з'єднання
462-га піхотна дивізія була сформована 19 вересня 1944 року в Нансі в окупованій Франції з дивізії Nr. 462, частини непостійного перемінного складу сухопутних військ Вермахту. Після формування 462-га піхотна дивізія була передислокована в район на північ від Меца, де протягом вересня та жовтня 1944 року вона брала участь в оборонних боях у Бріє, Омекур і Сен-Приват. Після цього підрозділи дивізії вели ар'єргардні бої, відступаючи від Меца.
Під час відходу в районі Меца в листопаді 1944 року 462-у піхотну дивізію було переформовано в 462-у фольксгренадерську дивізію.

## Райони бойових дій
- Франція, Німеччина (жовтень — листопад 1944)

## Командування

### Командири
- генерал-лейтенант Фолльрат Люббе (19 жовтня — листопад 1944)

### Підпорядкованість
| Час     | Корпус    | Армія | Група армій (округ) | Штаб |
| ------- | --------- | ----- | ------------------- | ---- |
| 1944    |           |       |                     |      |
| жовтень | LXXXII ак | 1 А   | Група армій «G»     | Мец  |

### Склад
| 1944                                   |
| -------------------------------------- |
| 1215-й гренадерський полк              |
| 1216-й гренадерський полк              |
| 1217-й гренадерський полк              |
| 1462-й протитанковий батальйон         |
| 462-га дивізійна фузилерна рота        |
| 462-й інженерний батальйон             |
| 462-й запасний батальйон               |
| 462-га дивізійна рота зв'язку          |
| 462-ге дивізійне управління постачання |